# Dylan Macallister
Dylan Jacob Macallister (Manly, 17 maggio 1982) è un ex calciatore australiano, di ruolo attaccante.

## Carriera

### Club

#### Gli inizi in Australia
Macallister giocò per il Sydney Olympic (allora conosciuti come Olympic Sharks), debuttando nel 1999 e segnando alla prima apparizione in squadra. Dopo aver vinto la National Soccer League 2001-2002, Macallister si trasferì ad un altro club di Sydney, ormai defunto: il Northern Spirit.

#### Il trasferimento in Norvegia
Macallister passò poi ai norvegesi del Brann. Debuttò nella Tippeligaen il 12 aprile 2004, nella sconfitta per 1-0 sul campo del Rosenborg. Alla sua seconda apparizione in squadra, segnò una doppietta ai danni del Molde. Contribuì alla vittoria della Coppa di Norvegia 2004, nonostante non sia sceso in campo per la finale. Complessivamente, comunque, non fu un titolare al Brann, anche a causa di qualche infortunio.
Passò così al Lyn Oslo, esordendo in squadra il 9 aprile 2006, sostituendo Magnus Powell nel pareggio a reti inviolate sul campo dello Start. Circa un mese dopo, precisamente il 7 maggio, segnò la prima rete nella sconfitta per 3-1 contro il Tromsø. Successivamente, non fu scelto dal Lyn tra i tre extracomunitari concessi alle squadre di calcio norvegesi, perciò fu ceduto in prestito allo Sarpsborg Sparta, in Adeccoligaen.
Il primo incontro in squadra lo giocò il 27 agosto 2006, nel pareggio per 1-1 contro lo Aalesund. Il 1º ottobre segnò la prima rete, con un calcio di rigore nel 3-2 inflitto allo Hødd.

#### Il ritorno in Oceania
Il 28 marzo 2008 fu annunciato il suo rilascio da parte del Lyn Oslo. Macallister firmò allora un contratto con i Central Coast Mariners, segnando una doppietta all'esordio in squadra, contro il Queensland Roar.
Il 13 maggio 2010 si accordò con il Wellington Phoenix. Nell'amichevole pre-stagionale contro il Boca Juniors, ampiamente pubblicizzata, Macallister segnò la rete del momentaneo 1-0 (gli australiani si imposero poi per 2-1).

#### In Islanda e ancora in Australia
Il 16 maggio 2011, l'australiano si accordò con gli islandesi del Breiðablik. Debuttò il 22 maggio, nel successo per 3-1 sul Fylkir. Il 20 luglio segnò la prima rete di sempre nelle competizioni europee del Breiðablik, nel successo per 2-0 sul Rosenborg.
L'11 agosto firmò un contratto con il Gold Coast United.

### Nazionale
Macallister partecipò, con l'Australia under 17, al campionato mondiale di categoria del 1999. Segnò 3 reti nella competizione e la sua squadra si classificò al secondo posto, alle spalle del Brasile under 17.
Fu convocato nella Nazionale maggiore, per la prima volta, il 27 marzo 2009. Non scese però in campo in quell'occasione.

## Palmarès

### Club

#### Competizioni nazionali
- Coppa di Norvegia: 1

Brann: 2004